# Andrena rubrotincta
Andrena rubrotincta là một loài Hymenoptera trong họ Andrenidae. Loài này được Linsley mô tả khoa học năm 1938.